# AHL 2003/04
Die Saison 2003/04 war die 68. reguläre Saison der American Hockey League (AHL). Die 28 Teams absolvierten in der regulären Saison je 80 Begegnungen.
In der AHL kam es zu einer Änderung von einem System mit sechs Divisionen zu einem System mit vier Divisionen in zwei Conferences. Die Eastern Conference besteht aus der Atlantic Division und der East Division, während die Western Conference aus der North Division und der West Division besteht. Die Milwaukee Admirals beendeten die reguläre Saison als Erster und gewannen schließlich auch die Playoffs um den Calder Cup gegen die Wilkes-Barre/Scranton Penguins.

## Teamänderungen
Folgende Änderungen wurden vor Beginn der Saison vorgenommen:
- Die Saint John Flames wurden inaktiv, die Fusion der Hamilton Bulldogs und Citadelles de Québec wurde wieder aufgelöst und fungierte fortan als Farmteam der Montréal Canadiens, während das Farmteam der Edmonton Oilers als Toronto Roadrunners wieder den Spielbetrieb in der North Division aufnahmen.

## Reguläre Saison

### Abschlusstabellen
Abkürzungen: GP = Spiele, W = Siege, L = Niederlagen, OTL = Niederlage nach Overtime, SOL = Niederlage nach Shootout, GF = Erzielte Tore, GA = Gegentore, Pts = Punkte

#### Eastern Conference
| Atlantic Division    | GP | W  | L  | OTL | SOL | GF  | GA  | Pts |
| -------------------- | -- | -- | -- | --- | --- | --- | --- | --- |
| Hartford Wolf Pack   | 80 | 44 | 22 | 12  | 2   | 102 | 198 | 153 |
| Manchester Monarchs  | 80 | 40 | 28 | 7   | 5   | 92  | 223 | 181 |
| Worcester IceCats    | 80 | 37 | 27 | 13  | 3   | 90  | 207 | 186 |
| Providence Bruins    | 80 | 36 | 29 | 11  | 4   | 87  | 170 | 170 |
| Portland Pirates     | 80 | 32 | 27 | 13  | 8   | 85  | 156 | 160 |
| Lowell Lock Monsters | 80 | 32 | 36 | 6   | 6   | 76  | 208 | 242 |
| Springfield Falcons  | 80 | 26 | 43 | 9   | 2   | 63  | 179 | 234 |

| East Division                  | GP | W  | L  | OTL | SOL | GF  | GA  | Pts |
| ------------------------------ | -- | -- | -- | --- | --- | --- | --- | --- |
| Philadelphia Phantoms          | 80 | 46 | 25 | 7   | 2   | 101 | 216 | 168 |
| Bridgeport Sound Tigers        | 80 | 41 | 23 | 12  | 4   | 98  | 178 | 140 |
| Wilkes-Barre/Scranton Penguins | 80 | 34 | 28 | 10  | 8   | 86  | 197 | 197 |
| Binghamton Senators            | 80 | 34 | 34 | 9   | 3   | 80  | 210 | 216 |
| Norfolk Admirals               | 80 | 35 | 36 | 4   | 5   | 79  | 210 | 216 |
| Hershey Bears                  | 80 | 33 | 34 | 8   | 5   | 79  | 203 | 218 |
| Albany River Rats              | 80 | 21 | 39 | 11  | 9   | 62  | 182 | 157 |

#### Western Conference
| North Division         | GP | W  | L  | OTL | SOL | GF | GA  | Pts |
| ---------------------- | -- | -- | -- | --- | --- | -- | --- | --- |
| Hamilton Bulldogs      | 80 | 41 | 25 | 10  | 4   | 96 | 235 | 191 |
| Syracuse Crunch        | 80 | 38 | 25 | 10  | 7   | 93 | 239 | 235 |
| Rochester Americans    | 80 | 37 | 28 | 10  | 5   | 89 | 207 | 188 |
| Cleveland Barons       | 80 | 37 | 28 | 8   | 7   | 89 | 235 | 220 |
| Toronto Roadrunners    | 80 | 35 | 34 | 8   | 3   | 81 | 219 | 224 |
| Manitoba Moose         | 80 | 32 | 35 | 11  | 2   | 77 | 214 | 232 |
| St. John’s Maple Leafs | 80 | 32 | 36 | 8   | 4   | 76 | 225 | 265 |

| West Division           | GP | W  | L  | OTL | SOL | GF  | GA  | Pts |
| ----------------------- | -- | -- | -- | --- | --- | --- | --- | --- |
| Milwaukee Admirals      | 80 | 46 | 24 | 7   | 3   | 102 | 269 | 191 |
| Grand Rapids Griffins   | 80 | 44 | 28 | 8   | 0   | 96  | 195 | 166 |
| Chicago Wolves          | 80 | 42 | 26 | 9   | 3   | 96  | 246 | 208 |
| Houston Aeros           | 80 | 28 | 34 | 14  | 4   | 74  | 197 | 220 |
| Cincinnati Mighty Ducks | 80 | 29 | 37 | 13  | 1   | 72  | 188 | 211 |
| San Antonio Rampage     | 80 | 30 | 42 | 8   | 0   | 68  | 191 | 231 |
| Utah Grizzlies          | 80 | 27 | 42 | 6   | 5   | 65  | 162 | 230 |

### Beste Scorer
Abkürzungen: GP = Spiele, G = Tore, A = Assists, Pts = Punkte, PIM = Strafminuten
| Spieler          | Team                 | GP | G  | A  | Pts | PIM |
| ---------------- | -------------------- | -- | -- | -- | --- | --- |
| Pavel Rosa       | Manchester           | 77 | 39 | 49 | 88  | 32  |
| Domenico Pittis  | Rochester            | 75 | 20 | 57 | 77  | 137 |
| Miroslav Zálešák | Cleveland            | 72 | 35 | 40 | 75  | 80  |
| Éric Perrin      | Hershey Bears        | 71 | 21 | 54 | 75  | 49  |
| Kirby Law        | Philadelphia         | 74 | 32 | 41 | 73  | 139 |
| Brad Boyes       | Cleveland/Providence | 78 | 31 | 41 | 72  | 51  |
| Steve Kelly      | Manchester           | 59 | 21 | 49 | 70  | 117 |
| Craig Darby      | Albany               | 77 | 21 | 48 | 69  | 44  |
| Jeff Hamilton    | Bridgeport           | 67 | 43 | 25 | 68  | 26  |
| Donald MacLean   | Syracuse             | 77 | 27 | 41 | 68  | 45  |

## Calder Cup Playoffs

### Playoff-Baum
|  | Qualifikation |                         |   |
|  |               |                         |   |
|  | A4            | Providence Bruins       | 0 |
|  | A5            | Portland Pirates        | 2 |
|  |               |                         |   |
|  | E4            | Binghamton Senators     | 0 |
|  | E5            | Norfolk Admirals        | 2 |
|  |               |                         |   |
|  | W4            | Houston Aeros           | 0 |
|  | W5            | Cincinnati Mighty Ducks | 2 |
|  |               |                         |   |
|  | N4            | Cleveland Barons        | 2 |
|  | N5            | Toronto Roadrunners     | 1 |

|  | Division Semifinals | Division Semifinals            | Division Semifinals            |                                |                                | Division Finals | Division Finals | Division Finals |  |  | Conference Finals | Conference Finals | Conference Finals |  |  | Calder Cup Finals | Calder Cup Finals | Calder Cup Finals |
|  |                     |                                |                                |                                |                                |                 |                 |                 |  |  |                   |                   |                   |  |  |                   |                   |                   |
|  | A1                  | Hartford Wolf Pack             | 4                              |                                |                                |                 |                 |                 |  |  |                   |                   |                   |  |  |                   |                   |                   |
|  | A5                  | Portland Pirates               | 1                              |                                |                                |                 |                 |                 |  |  |                   |                   |                   |  |  |                   |                   |                   |
|  | A5                  | Portland Pirates               | 1                              | A1                             | Hartford Wolf Pack             | 4               |                 |                 |  |  |                   |                   |                   |  |  |                   |                   |                   |
|  |                     |                                |                                | A1                             | Hartford Wolf Pack             | 4               |                 |                 |  |  |                   |                   |                   |  |  |                   |                   |                   |
|  |                     |                                | A3                             | Worcester Ice Cats             | 0                              |                 |                 |                 |  |  |                   |                   |                   |  |  |                   |                   |                   |
|  | A3                  | Worcester Ice Cats             | A3                             | Worcester Ice Cats             | 0                              | 4               |                 |                 |  |  |                   |                   |                   |  |  |                   |                   |                   |
|  | A3                  | Worcester Ice Cats             |                                |                                |                                | 4               |                 |                 |  |  |                   |                   |                   |  |  |                   |                   |                   |
|  | A2                  | Manchester Monarchs            | 2                              |                                |                                |                 |                 |                 |  |  |                   |                   |                   |  |  |                   |                   |                   |
|  | A2                  | Manchester Monarchs            | 2                              | A1                             | Hartford Wolf Pack             | 3               |                 |                 |  |  |                   |                   |                   |  |  |                   |                   |                   |
|  |                     |                                |                                | A1                             | Hartford Wolf Pack             | 3               | Eastern         |                 |  |  |                   |                   |                   |  |  |                   |                   |                   |
|  |                     | E3                             | Wilkes-Barre/Scranton Penguins | 4                              |                                |                 |                 |                 |  |  |                   |                   |                   |  |  |                   |                   |                   |
|  | E1                  | E3                             | Wilkes-Barre/Scranton Penguins | 4                              | Philadelphia Phantoms          | 4               |                 |                 |  |  |                   |                   |                   |  |  |                   |                   |                   |
|  | E1                  |                                |                                |                                | Philadelphia Phantoms          | 4               |                 |                 |  |  |                   |                   |                   |  |  |                   |                   |                   |
|  | E5                  | Norfolk Admirals               | 2                              |                                |                                |                 |                 |                 |  |  |                   |                   |                   |  |  |                   |                   |                   |
|  | E5                  | Norfolk Admirals               | 2                              | E1                             | Philadelphia Phantoms          | 2               |                 |                 |  |  |                   |                   |                   |  |  |                   |                   |                   |
|  |                     |                                |                                | E1                             | Philadelphia Phantoms          | 2               |                 |                 |  |  |                   |                   |                   |  |  |                   |                   |                   |
|  |                     |                                | E3                             | Wilkes-Barre/Scranton Penguins | 4                              |                 |                 |                 |  |  |                   |                   |                   |  |  |                   |                   |                   |
|  | E3                  | Wilkes-Barre/Scranton Penguins | E3                             | Wilkes-Barre/Scranton Penguins | 4                              | 4               |                 |                 |  |  |                   |                   |                   |  |  |                   |                   |                   |
|  | E3                  | Wilkes-Barre/Scranton Penguins |                                |                                |                                |                 |                 |                 |  |  |                   |                   |                   |  |  |                   |                   |                   |
|  | E2                  | Bridgeport Sound Tigers        | 3                              |                                |                                |                 |                 |                 |  |  |                   |                   |                   |  |  |                   |                   |                   |
|  | E2                  | Bridgeport Sound Tigers        | 3                              | E3                             | Wilkes-Barre/Scranton Penguins | 0               |                 |                 |  |  |                   |                   |                   |  |  |                   |                   |                   |
|  |                     |                                |                                |                                |                                |                 |                 |                 |  |  |                   |                   |                   |  |  |                   |                   |                   |
|  |                     | W1                             | Milwaukee Admirals             | 4                              |                                |                 |                 |                 |  |  |                   |                   |                   |  |  |                   |                   |                   |
|  | N1                  | W1                             | Milwaukee Admirals             | 4                              | Hamilton Bulldogs              | 4               |                 |                 |  |  |                   |                   |                   |  |  |                   |                   |                   |
|  | N1                  |                                |                                |                                | Hamilton Bulldogs              | 4               |                 |                 |  |  |                   |                   |                   |  |  |                   |                   |                   |
|  | N4                  | Cleveland Barons               | 2                              |                                |                                |                 |                 |                 |  |  |                   |                   |                   |  |  |                   |                   |                   |
|  | N4                  | Cleveland Barons               | 2                              | N1                             | Hamilton Bulldogs              | 0               |                 |                 |  |  |                   |                   |                   |  |  |                   |                   |                   |
|  |                     |                                |                                | N1                             | Hamilton Bulldogs              | 0               |                 |                 |  |  |                   |                   |                   |  |  |                   |                   |                   |
|  |                     |                                | N3                             | Rochester Americans            | 4                              |                 |                 |                 |  |  |                   |                   |                   |  |  |                   |                   |                   |
|  | N3                  | Rochester Americans            | N3                             | Rochester Americans            | 4                              | 4               |                 |                 |  |  |                   |                   |                   |  |  |                   |                   |                   |
|  | N3                  | Rochester Americans            |                                |                                |                                | 4               |                 |                 |  |  |                   |                   |                   |  |  |                   |                   |                   |
|  | N2                  | Syracuse Crunch                | 3                              |                                |                                |                 |                 |                 |  |  |                   |                   |                   |  |  |                   |                   |                   |
|  | N2                  | Syracuse Crunch                | 3                              | N3                             | Rochester Americans            | 1               |                 |                 |  |  |                   |                   |                   |  |  |                   |                   |                   |
|  |                     |                                |                                | N3                             | Rochester Americans            | 1               | Western         |                 |  |  |                   |                   |                   |  |  |                   |                   |                   |
|  |                     | W1                             | Milwaukee Admirals             | 4                              |                                |                 |                 |                 |  |  |                   |                   |                   |  |  |                   |                   |                   |
|  | W1                  | W1                             | Milwaukee Admirals             | 4                              | Milwaukee Admirals             | 4               |                 |                 |  |  |                   |                   |                   |  |  |                   |                   |                   |
|  | W1                  |                                |                                |                                |                                |                 |                 |                 |  |  |                   |                   |                   |  |  |                   |                   |                   |
|  | W5                  | Cincinnati Mighty Ducks        | 3                              |                                |                                |                 |                 |                 |  |  |                   |                   |                   |  |  |                   |                   |                   |
|  | W5                  | Cincinnati Mighty Ducks        | 3                              | W1                             | Milwaukee Admirals             | 4               |                 |                 |  |  |                   |                   |                   |  |  |                   |                   |                   |
|  |                     |                                |                                | W1                             | Milwaukee Admirals             | 4               |                 |                 |  |  |                   |                   |                   |  |  |                   |                   |                   |
|  |                     |                                | W3                             | Chicago Wolves                 | 2                              |                 |                 |                 |  |  |                   |                   |                   |  |  |                   |                   |                   |
|  | W3                  | Chicago Wolves                 | W3                             | Chicago Wolves                 | 2                              | 4               |                 |                 |  |  |                   |                   |                   |  |  |                   |                   |                   |
|  | W3                  | Chicago Wolves                 |                                |                                |                                |                 |                 |                 |  |  |                   |                   |                   |  |  |                   |                   |                   |
|  | W2                  | Grand Rapids Griffins          | 0                              |                                |                                |                 |                 |                 |  |  |                   |                   |                   |  |  |                   |                   |                   |

### Calder-Cup-Sieger
| Calder-Cup-Sieger Milwaukee Admirals | Torhüter: Brian Finley, Wade Flaherty Verteidiger: Andrew Hutchinson, Nathan Lutz, Curtis Murphy, Kirill Safronow, Ray Schultz, Brad Tiley, Greg Zanon Angreifer: Greg Classen, Mathieu Darche, Mike Farrell, Vernon Fiddler, Simon Gamache, Darren Haydar, Jay Henderson, Tony Hrkac, Raitis Ivanāns, Alexandre Jacques, Libor Pivko, Timofei Schischkanow, Brandon Segal, Wyatt Smith, Scottie Upshall Cheftrainer: Claude Noël General Manager: Phil Wittliff |

## Vergebene Trophäen

### Mannschaftstrophäen
| Auszeichnung                                                     | Team                           |
| ---------------------------------------------------------------- | ------------------------------ |
| Calder Cup Gewinner der AHL-Playoffs                             | Milwaukee Admirals             |
| Richard F. Canning Trophy Gewinner des Eastern Conference-Finale | Wilkes-Barre/Scranton Penguins |
| Robert W. Clarke Trophy Gewinner des Western Conference-Finale   | Milwaukee Admirals             |
| Macgregor Kilpatrick Trophy Bestes Team der Regulären Saison     | Milwaukee Admirals             |
| Frank S. Mathers Trophy Bestes Team der Eastern Conference       | Hartford Wolf Pack             |
| Norman R. „Bud“ Poile Trophy Bestes Team der Western Conference  | Milwaukee Admirals             |
| Emile Francis Trophy Bestes Team der Atlantic Division           | Hartford Wolf Pack             |
| F. G. „Teddy“ Oke Trophy Bestes Team der East Division           | Philadelphia Phantoms          |
| Sam Pollock Trophy Bestes Team der North Division                | Hamilton Bulldogs              |
| John D. Chick Trophy Bestes Team der West Division               | Milwaukee Admirals             |

### Spielertrophäen
| Auszeichnung                                                                                                   | Spieler          | Team                    |
| --- | ---------------- | ----------------------- |
| Les Cunningham Award MVP der Regulären Saison                                                                  | Jason LaBarbera  | Hartford Wolf Pack      |
| John B. Sollenberger Trophy Bester Scorer                                                                      | Pavel Rosa       | Manchester Monarchs     |
| Willie Marshall Award Bester Torschütze                                                                        | Jeff Hamilton    | Bridgeport Sound Tigers |
| Dudley „Red“ Garrett Memorial Award Bester Rookie                                                              | Wade Dubielewicz | Bridgeport Sound Tigers |
| Eddie Shore Award Bester Verteidiger                                                                           | Curtis Murphy    | Milwaukee Admirals      |
| Aldege „Baz“ Bastien Memorial Award Bester Torhüter                                                            | Jason LaBarbera  | Hartford Wolf Pack      |
| Harry „Hap“ Holmes Memorial Award Torhüter mit dem geringsten Gegentorschnitt                                  | Wade Dubielewicz | Bridgeport Sound Tigers |
| Harry „Hap“ Holmes Memorial Award Torhüter mit dem geringsten Gegentorschnitt                                  | Dieter Kochan    | Bridgeport Sound Tigers |
| Louis A. R. Pieri Memorial Award Bester Trainer                                                                | Claude Noël      | Milwaukee Admirals      |
| Fred T. Hunt Memorial Award Für den Spieler, der durch Fairness, Einsatz und Hingabe herausragt                | Ken Gernander    | Hartford Wolf Pack      |
| Yanick Dupré Memorial Award Für den Spieler, der sich durch besonderen Einsatz in der Gesellschaft auszeichnet | Kurtis Foster    | Chicago Wolves          |
| Jack A. Butterfield Trophy MVP der Calder-Cup-Playoffs                                                         | Wade Flaherty    | Milwaukee Admirals      |